# Onciale 0206
- Papyrus
- Onciale
- Minuscules
- Lectionnaire

Le Codex 0206, portant le numéro de référence 0206 (Gregory-Aland), est un manuscrit du Nouveau Testament sur parchemin écrit en écriture grecque onciale.

## Description
Le codex se compose d'une folio. Il est écrit en une colonne, de 8 lignes par colonne. Les dimensions du manuscrit sont 14 x 10 cm,. Les paléographes datent ce manuscrit du IVe siècle.
C'est un manuscrit contenant le texte incomplet de la Première épître de Pierre (5,5-13). 
Le texte du codex représente un texte mixte. Kurt Aland le classe en Catégorie III. 
Le manuscrit a été examiné par Bernard Pyne Grenfell et Arthur Surridge Hunt.
Lieu de conservation
Il est conservé à la United Theological Seminary (P. Oxy. 1353) à Dayton,.